# Port-de-Bouc
Port-de-Bouc är en kommun i departementet Bouches-du-Rhône i regionen Provence-Alpes-Côte d'Azur i sydöstra Frankrike. Kommunen ligger  i kantonen Martigues-Ouest som ligger i arrondissementet Istres. År 2022 hade Port-de-Bouc 16 138 invånare.

## Befolkningsutveckling
Antalet invånare i kommunen Port-de-Bouc
Referens:INSEE